# Ейнджел Колбі
Е́йнджел Ко́лбі (англ. Angel Coulby; нар. 1980, Лондон) — британська акторка, більш відома своєю роллю у серіалі телекомпанії BBC Пригоди Мерліна.
Акторського мистецтва Енджел навчалась в Університеті Королеви Марії в Единбурзі.
Вона знімалась у ситкомі Джонні Вогана «'Orrible». Також брала участь у серіалах четвертого каналу «А що як», «Володар хвиль», знялася в одному епізоді серіалу Доктор Хто — Дівчина в каміні, виконувала роль тюремного наглядача Рейчел у ситкомі «Візит». Колбі знімалась у серіалі «Поговори зі мною» компанії ITV